# Wolfgang Schwanitz
Wolfgang Schwanitz, nemški general in politik, * 26. junij 1930, † 1. februar 2022
Med letoma 1986 in 1989 je bil namestnik ministra za državno varnost Nemške demokratične republike (Stasija) in med letoma 1989 in 1990 direktor Amt für Nationale Sicherheit.